# Osservatorio astronomico di Maiorca
L'osservatorio astronomico di Maiorca (in spagnolo Observatorio Astronómico de Mallorca), comunemente abbreviato in OAM, è un osservatorio astronomico situato nei pressi di Costitx sull'isola spagnola di Maiorca, alle coordinate 39°38′33.1″N 2°57′01.86″E. Il suo codice MPC è 620 Observatorio Astronomico de Mallorca.
L'osservatorio è stato inaugurato nel 1991 e si è posto all'avanguardia tecnologica tra gli osservatori spagnoli per l'uso di telescopi a controllo automatico per lo studio dei corpi minori del sistema solare. Coordina inoltre le attività dell'osservatorio astronomico di La Sagra in Andalusia.
Il Minor Planet Center lo accredita per la scoperta di 2876 asteroidi effettuate tra il 1999 e il 2014. Inoltre presso di esso altri astronomi hanno scoperto vari asteroidi accreditati a titolo personale.
Il direttore è Salvador Sánchez. Presso le strutture di Costitx è attivo anche un planetario.
| 73533 Alonso           | 25 luglio 2003    |
| 115210 Mutvicens       | 19 settembre 2003 |
| 120141 Lucaslara       | 7 aprile 2003     |
| 128036 Rafaelnadal     | 28 maggio 2003    |
| 160575 Manuelblasco    | 13 aprile 1999    |
| 164589 La Sagra        | 11 agosto 2007    |
| 170193 Joanguillem     | 24 luglio 2003    |
| 171458 Pepaprats       | 7 ottobre 2007    |
| 175625 Canaryastroinst | 23 luglio 2007    |
| 178267 Sarajevo        | 31 dicembre 2007  |
| 181419 Dragonera       | 28 settembre 2006 |
| 185101 Balearicuni     | 19 settembre 2006 |
| 185164 Ingeburgherz    | 27 settembre 2006 |
| 185498 Majorcastroinst | 17 settembre 2007 |
| 185560 Harrykroto      | 7 gennaio 2008    |
| 185561 Miquelsiquier   | 12 gennaio 2008   |
| 185578 Agustínelcasta  | 28 gennaio 2008   |
| 185579 Jorgejuan       | 29 gennaio 2008   |
| 185580 Andratx         | 29 gennaio 2008   |
| 185638 Erwinschwab     | 1º marzo 2008     |
| 185639 Rainerkling     | 2 marzo 2008      |
| 187669 Obastromca      | 5 febbraio 2008   |
| 187700 Zagreb          | 2 marzo 2008      |
| 189848 Eivissa         | 23 marzo 2003     |
| 201511 Ferreret        | 24 luglio 2003    |
| 202787 Kestecher       | 25 luglio 2008    |
| 209255 Myotragus       | 28 novembre 2003  |
| 212981 Majalitović     | 14 febbraio 2009  |
| 216295 Menorca         | 11 giugno 2007    |
| 216368 Hypnomys        | 14 gennaio 2008   |
| 228133 Ripoll          | 20 agosto 2009    |
| 228180 Puertollano     | 11 ottobre 2009   |
| 236987 Deustua         | 26 agosto 2008    |
| 236988 Robberto        | 25 agosto 2008    |
| 241362 Nesiotites      | 18 dicembre 2007  |
| 257084 Joanalcover     | 5 aprile 2008     |
| 257336 Noeliasanchez   | 4 maggio 2009     |
| 257371 Miguelbello     | 14 agosto 2009    |
| 266465 Andalucia       | 16 luglio 2007    |
| 300933 Teresamarion    | 8 febbraio 2008   |
| 304788 Cresques        | 13 luglio 2007    |
| 306001 Joanllaneras    | 15 ottobre 2009   |
| 310025 Marcuscooper    | 14 ottobre 2009   |
| 312627 Brigitteyagüe   | 14 ottobre 2009   |
| 325462 Felanitx        | 28 agosto 2009    |
| 332733 Drolshagen      | 21 settembre 2009 |
| 353171 Cosmebauçà      | 11 giugno 2009    |
| 353432 Cabrerabalears  | 24 luglio 2007    |
| 353595 Grancanaria     | 4 ottobre 2011    |
| 362911 Miguelhurtado   | 29 agosto 2009    |
| 367943 Duende          | 23 febbraio 2012  |
| 375303 Ikerjiménez     | 26 agosto 2008    |
| 392070 Siurell         | 14 febbraio 2009  |
| 397800 Costaillobera   | 4 agosto 2008     |
| 424200 Tonicelia       | 12 luglio 2007    |
| 554466 Pablomotos      | 18 dicembre 2007  |
| 579787 Formentera      | 29 dicembre 2007  |